# ویترین زندگی
ویترین زندگی (انگلیسی: Life's Shop Window) فیلمی در ژانر صامت به کارگردانی جی. گوردون ادواردز است که در سال ۱۹۱۴ منتشر شد. از بازیگران آن می‌توان به استارت هولمز و کلیر ویتنی اشاره کرد.